# Anders Lassen
Anders Lassen, född 22 september 1920 på Høvdingsgård i Merns socken i Danmark, död 9 april 1945 vid Comacchio i Italien, var en dansk militär i tjänst för Storbritannien under Andra världskriget. Han var medlem av British Commandos och Special Boat Service (SBS) under kriget och tilldelades Victoriakorset postumt.

## Biografi
Anders Lassen föddes 1920 som son till godsägaren Emil Victor Schau Lassen (1893–1981) och Suzanne Marie Signe Raben-Levetzau (1888–1953). Han växte upp på Bækkeskov och gick i skola på Herlufsholm. Efter skolgången gav sig Lassen till sjöss som jungman. När Danmark invaderades av Tyskland 9 april 1940 tjänstgjorde Lassen på ett av Maersks fartyg, som befann sig i Persiska viken. Han påverkade då kaptenen att gå till allierad hamn och seglade därefter under allierad flagg.
Lassen sökte i början av 1941 som en av de första danskarna som frivillig till den brittiska armen. Han blev uttagen som kommandosoldat i Small Scale Raiding Forces som var en grupp av elitförband under Special Operations Executives kommando. Lassens huvudsakliga uppgift var att leta efter tyska ubåtsbaser vid Afrikas västkust. Han fick sitt första Military Cross, och tillbaka i Storbritannien i februari 1942 utnämndes han till löjtnant. Hans trupp ägnade sig sedan åt nattliga räder över Engelska kanalen.
Lassen överfördes i februari 1943 till Special Boat Service (SBS). Han skaffade sig fort ett rykte om att vara en riktig kämpe och deltog i många av SBS operationer i Egeiska havet 1943–1944, bland annat vid Aten och Saloniki, och erhöll två spännen till sitt Military Cross. Han utnämndes till kapten i september 1943 och major i oktober 1944.
I april 1945 deltog major Lassen i striderna runt Comacchiosjön i norra Italien. Han ledde ett nattligt anfall i båt över sjön mot tyska ställningar. Anfallet blev framgångsrikt men Lassen sårades dödligt. Han begravdes i närheten, på den brittiska krigskyrkogården i Argenta, sydost om Ferrara.

## Eftermäle
Anders Lassen blev 24 år gammal och tilldelades i september 1945 Victoriakorset postumt. I motiveringen till utmärkelsen sägs: "Genom strålande ledarskap och genom att fullständigt bortse från sin egen säkerhet löste major Lassen sin uppgift trots en överväldigande fientlig övermakt." Han var den ende som inte var från brittiska samväldet som fick Viktoriakorset postumt i andra världskriget.
Lassen har hedrats med byster hos Frømandskorpset i Kongsøre, Jægerkorpset på Flyvestation Aalborg och vid Frihedsmuseet i Köpenhamn, den senare modellerad av Sven Lindhart. På Frihedsmuseet finns också hans medaljsamling.
Flera böcker har skrivits om Anders Lassen, av vilka följande kan nämnas:
- Jørgen Halck: En dansk soldat, Thaning & Appel (1947)[6]
- Suzanne Lassen: Anders Lassen. Sømand og soldat. Beretn. samlet af hans mor, Gyldendal (1950, 7:e upplagan 1965)[6]
- Frithjof Sælen: Unge Anders Lassen, John Griegs Forlag (1950)[9]
- Mike Langley: Anders Lassen VC, MC, of the SAS. The Story of Anders Lassen and the Men that fought with him. (1988)[10]
- Anders Lassens krig, 9. april 1940-9. april 1945 (Thomas Harder, 4. rev. udg., København, Gads Forlag, 2020) ISBN 9788712063599
- Special Forces Hero - Anders Lassen VC, MC** (Thomas Harder, Yorkshire-Philadelphia, Pen and Sword, 2021) ISBN 9781526787514